# 헤르기스빌역
헤르기스빌역(Hergiswil railway station)은 스위스 니트발덴주의 헤르기스빌 시정촌에 있는 기차역이다. 루체른과 인터라켄을 연결하는 브뤼닉선과 루체른-스탄스-엥겔베르크선이 만나는 지점에 있다. 두 노선 모두 미터궤이며, 첸트랄반 철도 회사가 소유하고 있다. 역 남쪽에서 브뤼닉선은 알프나흐까지 로퍼 I 터널로 진입하는 반면 루체른-스탄스-엥겔베르크선은 스탄슈타트까지 로퍼 II 터널로 진입한다.
헤르기스빌역은 헤르기스빌을 운행하는 두 역 중 하나이며, 다른 하나는 헤르기스빌 마트역으로, 북쪽으로 약 1.5km 떨어진 브뤼닉선에 있다.

## 운행편
다음 서비스는 헤르기스빌에서 정차한다.
- 루체른 S-반 :
  - S4 / S5 : 루체른까지 15분, 기스빌 또는 스탄스까지 30분, 볼펜쉬센까지 매시간 운행.
  - S44 : 루체른과 스탄스 사이의 러시아워 서비스.
  - S55 : 루체른과 작센 간의 러시아워 서비스